# Радужная ассоциация
«Ра́дужная ассоциа́ция» — московская правозащитная общественная организация, занимающаяся вопросами защиты прав и социальной адаптации сексуальных и гендерных меньшинств. Основана 8 сентября 2009 года, а с 2013 года входит в Международную ассоциацию лесбиянок и геев.
С 10 сентября 2011 года организацию возглавляет Андрей Оболенский. На 2011 год организация не была зарегистрирована и являлась объединением волонтёров, занимающихся организацией и проведением просветительских и развлекательных мероприятий, связанных с ЛГБТ. «Радужная ассоциация» принимает активное участие в общегражданских акциях и является основным организатором Недели против гомофобии и соорганизатором Маршей равенства в Москве.
14 апреля 2023 года организация была внесена Минюстом РФ в так-называемый реестр "иноагентов".

## Цели и задачи

### Цели организации
В официальном блоге «Радужной Ассоциации» в «Живом Журнале» заявлены две основные цели организации:
- содействие социальному, культурному, творческому развитию и реализации сообщества ЛГБТ;
- противостояние дискриминации, полное освобождение ЛГБТ от любых форм принижения, достижение равных прав во всех сферах общественной жизни.

### Задачи организации
Достижению данных целей способствуют следующие задачи:
- поддержка различных инициатив ЛГБТ, направленных на социальную, творческую, культурную и духовную реализацию личности,
- продвижение положительного имиджа ЛГБТ в обществе,
- реагирование на проявления гомофобии и трансфобии, дискриминации ЛГБТ в обществе,
- правозащита и адвокация интересов ЛГБТ,
- просветительская и информационная деятельность для борьбы с предрассудками и стереотипами, продвижение знаний о сексуальности человека,
- организация и участие в публичных мероприятиях в соответствии с целями, задачами и принципами,
- работа по преодолению предрассудков в отношении ЛГБТ[англ.] в общественных организациях, продвижение защиты прав.

## Деятельность организации

### 2009 год
8 сентября 2009 года прошло учредительное собрание, на котором было принято решение о создании инициативной группы ЛГБТ, позже названой «Радужная ассоциация».
21-22 ноября «Радужная Ассоциации» совместно с «Nuntiare et Recreare» в проведении Международного Форума ЛГБТ-христиан в Москве «Принимая силу».

### 2010 год
5-11 апреля «Радужная ассоциация» в Москве провела комплекс информационно-просветительских мероприятий «Неделя против гомофобии» (семинары, дискуссии и кинопоказы)
2-3 июля активисты «Радужной ассоциации» участвовали в международной конференции, прошедшей в Москве «Hate Crime в России», организованной берлинской организацией ReachOut, занимающейся консультированием жертв неонацистски мотивированного, расистского и антисемитского насилия, при содействии Фонда «Память, ответственность и будущее» и Фонда Генриха Бёлля.
Также проводились встречи ЛГБТ христиан «Свет Мира», клуб ЛГБТ-родителей (для тех ЛГБТ, которые планируют и уже имеет детей), поэтические и творческие вечера, семинары, лекции и дискуссии по ВИЧ-профилактике, правам человека.

### 2011 год
«Радужная ассоциация» являлась одним из основных координаторов Недели против гомофобии в Москве, прошедшей с 27 марта по 3 апреля. Акцию поддержало Молодёжное Яблоко.
22 мая и 1 октября прошли Марши равенства, одним из организаторов которых была «Радужная ассоциация».
10 декабря состоялся круглый стол «ЛГБТ-активизм и политические организации».
24 декабря прошёл общегражданский митинг, на котором колонна ЛГБТ и феминисток собрала около 40 человек.
Также была создана группа поддержки для ЛГБТ. Проводились поэтические и творческие вечера, семинары, лекции и дискуссии по ВИЧ-профилактике, правам человека.

### 2012 год
15 февраля в Берлине прошла демонстрация против принятия закона против пропаганды гомосексуализма в Санкт-Петербурге. Одним из организаторов являлась «Радужная ассоциация».
«Радужная ассоциация» являлась основным организатором Недели против гомофобии в Москве, прошедшей 2-9 апреля
18 мая «Радужная ассоциация» выступила организатором «Радужного флешмоба» в Москве в честь празднования Международного дня борьбы с гомофобией и трансофобией. Во флешмобе приняли участие около 80 человек.
2 июня активисты «Радужной Ассоциации» приняли участие в «Марше горячих сердец», который многие СМИ назвали первым легальным гей-парадом в России.
В начале августа в социальной сети ВКонтакте случился скандал, причиной которого стал совет оператора технической поддержки социальной сети сменить пол пользователю, который поинтересовался возможностью указать в качестве партнёра другого мужчину. «Радужная ассоциация» выступила с осуждением подобных действий и добилась возможности указывать в качестве партнёра человека своего пола.
11 октября в День комин-аута на вечеринку, организованную «Радужной Ассоциацией», было совершено нападение неустановленных лиц, вооружённых пистолетами и газовыми балончиками. После этого события «Радужная ассоциация» и «Марш равенства» приняли программу из пяти пунктов, в число которых входят курсы по безопасности и самообороны для ЛГБТ-граждан.

### 2013 год
С 30 марта по 6 апреля в Москве прошла организованная Радужной Ассоциацией Неделя против гомофобии и трансфобии. Заявленные на 7 апреля мероприятия отменены.
19 мая активисты Радужной Ассоциации провели у представительства Волгоградской области в Москве одиночные пикеты в память об убитом на почве гомофобии Владиславе Торновом.
25 мая 2013 года многие из активистов Радужной Ассоциации были задержаны во время митинга в гайд-парке недалеко от входа в Парк Горького. Акция поначалу была согласована мэрией, однако потом согласование отозвано, а 24 мая было объявлено, что гайд-парк закрыт на ремонт до 1 июля.